# Karamanca, Şaphane
Karamanca là một xã thuộc huyện Şaphane, tỉnh Kütahya, Thổ Nhĩ Kỳ. Dân số thời điểm năm 2008 là 938 người.